# Herman Wirth

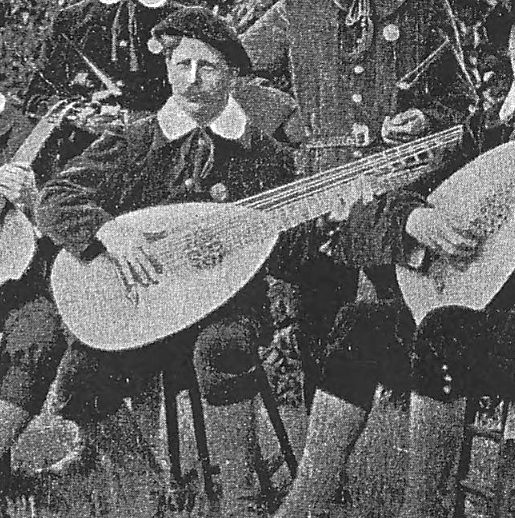
Herman Wirth (1920)

Herman Wirth, auch Herman Wirth Roeper Bosch, Herman Felix Wirth, Hermann Wirth (* 6. Mai 1885 in Utrecht; † 16. Februar 1981 in Kusel) war ein überwiegend in Deutschland wirkender niederländischer Geisteswissenschaftler, wichtiger nationalsozialistischer Funktionär und Mitgründer der Forschungsgemeinschaft Deutsches Ahnenerbe der SS.

## Leben
Hermann Wirth studierte niederländische Philologie, Germanistik, Geschichte und Musikwissenschaft und promovierte 1910 mit der Arbeit Der Untergang des niederländischen Volksliedes. Er unterrichtete danach niederländische Philologie an der Universität Bern. Während des Ersten Weltkriegs unterstützte Wirth die flämischen Separatisten im deutsch besetzten Belgien und meldete sich freiwillig an die Front. Er wurde 1916 vom deutschen Kaiser Wilhelm II. zum Titularprofessor ernannt. Nachdem er 1919 in den Niederlanden eine völkische Organisation gegründet hatte, bekam er August 1922 eine Honorarprofessur in Marburg. Nachdem er einige Zeit in Sneek (Niederlande) als Gymnasiallehrer tätig gewesen war, ließ Wirth sich Februar 1924 in Marburg nieder und trat 1925 der NSDAP bei, die er im nächsten Jahr zunächst wieder verließ, ohne sich vom Nationalsozialismus inhaltlich zu distanzieren; so propagierte er das Hakenkreuz als „arteigenes Heilszeichen“.
Seine in dieser Zeit verfassten Arbeiten zur „Urgeschichte der atlantisch-nordischen Rasse“ fanden in völkischen Kreisen lebhaften Anklang, die nationalsozialistische Landesregierung in Mecklenburg-Schwerin richtete 1932 für Wirth das Forschungsinstitut für Geistesurgeschichte in Bad Doberan ein, welches in der Fachwelt wie auch unter nationalsozialistischen Intellektuellen außerordentlich umstritten war. Nach der Machtübernahme der NSDAP trat er dieser (wie auch der SS, Mitgliedsnummer 258.776) 1934 wieder bei, ihm wurde von Adolf Hitler seine alte Mitgliedsnummer (20.151) wieder zuerkannt.
In der Anfangszeit des NS-Regimes zwischen 1933 und 1935 waren die Großkirchen beider Konfessionen intensiv mit einer weltanschaulichen Auseinandersetzung mit dem Neopaganismus beschäftigt. Die entsprechenden Stellungnahmen konnten nach wie vor in Buchform erscheinen. Tendenzen zum deutsch-völkischen Neopaganismus waren unter anderem in der Deutschkirche zu finden, einer Vorgängerorganisation der Deutschen Christen, sowie in radikaler Form im Tannenbergbund des Ehepaars Ludendorff. Hermann Wirth gehörte zu denen, die das Christentum im völkischen Sinne umzudeuten versuchten und einen nordischen Ursprung des ursprünglichen Monotheismus propagierten. Eine Sammlungsbewegung stellte die Deutsche Glaubensbewegung dar, welche zahlreiche neopagane und freireligiöse Gruppen umfasste, die, 1933 gegründet, sich um den Körperschaftsstatus bemühte. Zu den führenden Mitgliedern gehörte neben Jakob Wilhelm Hauer auch Wirth sowie bis 1934 auch Ernst Bergmann. Dieser Gruppierung gehörten auch zahlreiche (ehemals kommunistische) Freidenker an.
1935 war er Mitbegründer des von Heinrich Himmler und Richard Walther Darré protegierten Projektes „Forschungsgemeinschaft Deutsches Ahnenerbe“ der SS, aus dem er auf Grund ideologischer Differenzen mit Himmler, der Wirths Matriarchatsvorstellungen nicht teilte, 1938 ausschied. Da sich Wirths nicht nur akademisch kaum anerkannte Forschungen selbst den immer noch ziemlich heterogenen NS-Organisationen nicht einfügten, wurde er 1938 aus dem Ahnenerbe verdrängt, erhielt aber bis 1944/45 Forschungsbeihilfen. Dies gab Wirth nach dem Ende des Nationalsozialismus teilweise als Verfolgung aus.
1945 zunächst von den US-amerikanischen Truppen für zwei Jahre interniert, siedelte er für einige Jahre nach Schweden über und kehrte 1954 nach Marburg zurück, wo er als Privatgelehrter lebte. Obwohl er weiterhin das nationalsozialistische Deutschland ideologisch verteidigte, fanden Wirths Lehren über „Urkulturen“ in den 1970er Jahren Resonanz in der sich entwickelnden Alternativszene und in Unterstützergruppen für die nordamerikanischen Ureinwohner. Auf Vermittlung des Wirth-Schülers und SPD-Mitgliedes Roland Häke besuchte Willy Brandt 1979 Wirth in Marburg, und die rheinland-pfälzische Landesregierung unterstützte zeitweise ein Projekt, in der Zehntscheune der Burg Lichtenberg ein Museum mit der ethnographischen Sammlung Wirths einzurichten. Außerdem versuchten Wirth-Anhänger, ein Institut für Urgemeinschaftskunde zu gründen. Wirths Gedankengut findet bis heute Anhänger.
Neben dem Kulturphilosophen Otfried Eberz, dem Rassenkundler Ludwig Ferdinand Clauß und Bernhard Kummer wurde Herman Wirth zu einem wichtigen Referenzautor für die Mutterrechtsthematik in Schriften völkischer Frauen der 1920er und -30er Jahre, aber auch bis hin zu Teilen der spirituellen Frauenbewegung heute.

## Lehren
Herman Wirth vertrat die Ansicht, dass in der Jungsteinzeit die germanischen Völker im Zustand des Matriarchats im Einklang mit der Natur lebten. Zu diesem Zustand, der die „Reinrassigkeit“ der Arier voraussetze, gelte es laut Wirth zurückzukehren. Durch die Durchsetzung des patriarchalen Heerkönigs- und Priestertums und verstärkt mit dem Auftreten des (für Wirth jüdischen und „artfremden“) Christentums, sei dieser paradiesische Urzustand zerstört worden. Der Nationalsozialismus sei ein Versuch gewesen, die „volks- und arteigene, bodenständige Dauerüberlieferung“ wieder hervorzubringen. In seinen Theorien argumentierte Wirth in aller Regel offen rassistisch, antisemitisch und sozialdarwinistisch. So forderte er die Vernichtung von ihm als „lebensunwert“ und „erbrassig minderwertig“ angesehener Menschen.
Im Ahnenerbe verbanden Wirth und Himmler nach Michael Kater „Bewußtmachung und Neuschöpfung vermeintlicher Werte aus der längst vergangenen Welt der germanischen Altvorderen und Nutzbarmachung des so gewonnenen ‚Erbes‘ auf der praktisch-ideologischen Ebene des Nationalsozialismus“.
Wirths historische und ethnographische Thesen wurden und werden von der wissenschaftlichen Fachwelt einhellig abgelehnt und sind durch keinerlei Quellen belegbar. Bei der von Wirth für seine Thesen als Beleg herangezogenen, erstmals 1872 veröffentlichten Ura-Linda-Chronik – einer angeblich in altfriesischer Sprache verfassten Chronik – handelt es sich nicht um einen uralten Text, sondern um eine zeitgenössische Fälschung.
Ludwig Roselius – dem völkisch-nordischen Gedankengut nahestehend – ließ sich durch Wirths Buch Aufgang der Menschheit zu einem Bauwerk in der Bremer Böttcherstraße anregen, dem 1930/31 von Bernhard Hoetger gestalteten Haus Atlantis.

## Rezeption: Ur-Europa und Neuheidentum
Der Verein „Ur-Europa“ ging aus der Juni 1957 unter Wirths Mitwirken gegründeten „Gesellschaft für europäische Urgemeinschaftskunde / Herman Wirth Gesellschaft“ hervor. Ideologisch bezieht er sich auf Wirth und seine Konstruktion einer höherwertigen, nordisch-germanischen Rasse. Wirths Ideen werden in großen Teilen der neuheidnischen Szene rezipiert, teilweise als „völkische Esoterik“ abgelehnt.

## Schriften (Auswahl)
- Der Aufgang der Menschheit. Untersuchungen zur Geschichte der Religion, Symbolik und Schrift der atlantisch-nordischen Rasse. E. Diederichs, Jena 1928.[13]
- Die Heilige Urschrift der Menschheit. Symbolgeschichtliche Untersuchungen diesseits und jenseits des Nordatlantik. Koehler & Amelang, Leipzig 1931–1936.
- Die Ura-Linda-Chronik. Übersetzt und mit einer einführenden geschichtlichen Untersuchung herausgegeben. Koehler & Amelang, Leipzig 1933.
- Was heißt deutsch? Ein urgeistesgeschichtlicher Rückblick zur Selbstbesinnung und Selbstbestimmung. E. Diederichs, Jena 1931; 2. Auflage 1934.